# Tronie

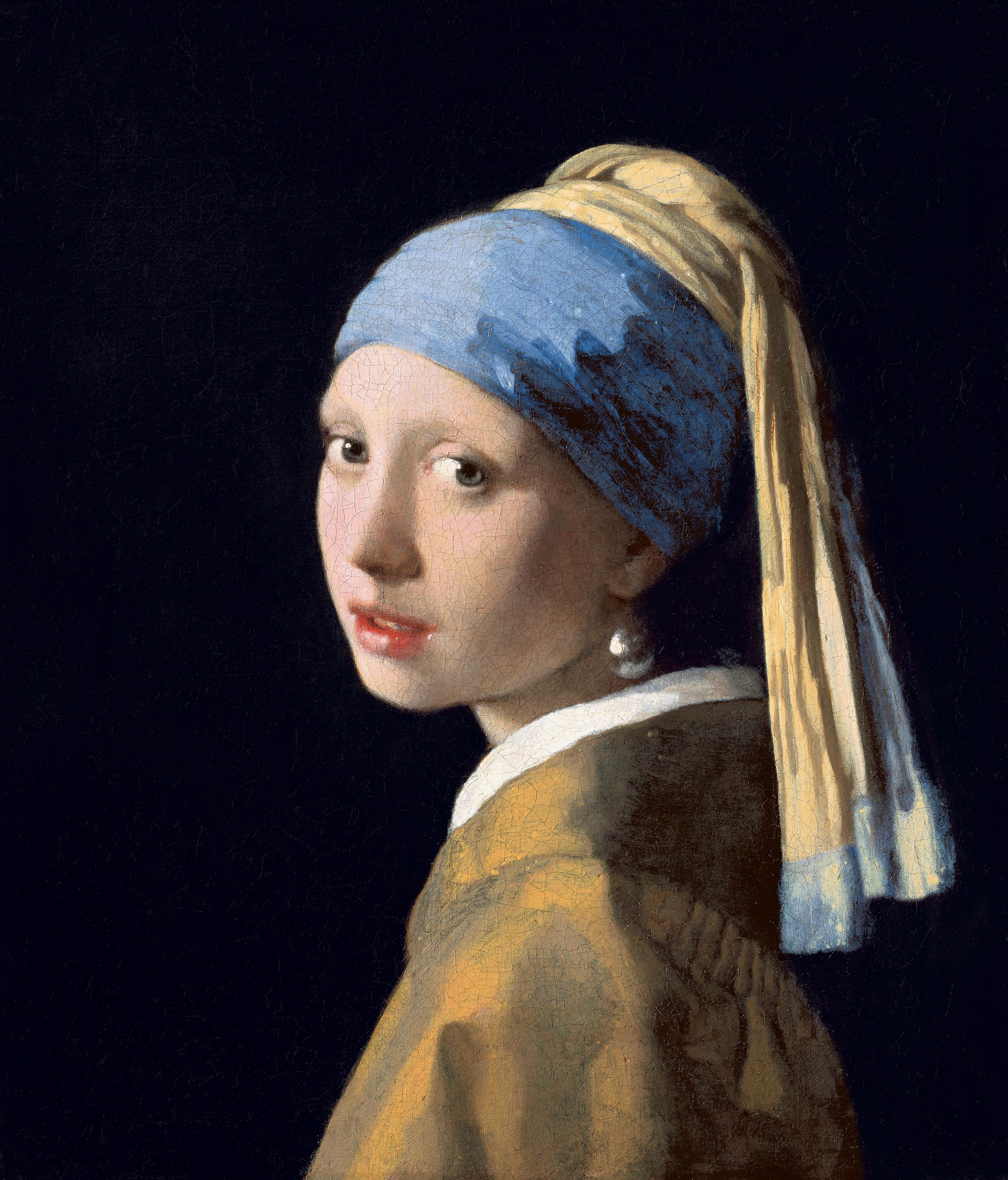
Obraz Dziewczyna z perłą autorstwa Johannesa Vermeera, jeden z najsłynniejszych przykładów tronies

Tronie (od niderl. tronie – głowa) – gatunek malarstwa rozwinięty w Niderlandach w XVI i XVII wieku, szczególnie popularny w okresie tzw. złotego wieku malarstwa holenderskiego. Przedstawiał popiersiowe lub półpopiersiowe wizerunki anonimowych postaci w ekspresyjnych pozach, z wyrazistą mimiką i często w egzotycznych, historyzujących lub fantazyjnych kostiumach. Tronies nie były portretami w dosłownym sensie, choć pozowały do nich konkretne osoby (wśród nich sam Rembrandt, spoglądający w lustro) – nie miały upamiętniać konkretnej osoby, lecz służyły jako studia emocji, charakteru, wieku czy grupy etnicznej. Często przekazywały symboliczne lub alegoryczne treści i stanowiły dekoracyjne dzieła sztuki przeznaczone do sprzedaży na otwartym rynku.